# William C. E. Thomas
Pour les articles homonymes, voir William Thomas.
William C. E. Thomas, né le 21 novembre 1818 à Muncy dans le Comté de Lycoming en Pennsylvanie, fut le premier maire de Green Bay dans le Wisconsin. 
Il s'installa à Green Bay en 1849 et devint tanneur et ensuite maire en 1854. Il fut un agent de l'American Express, depuis l'ouverture de la succursale de Green Bay en 1857 jusqu'en 1871. Il fut greffier municipal de 1858 à 1873, puis directeur de la poste de 1872 jusqu'à sa mort en 1876.
Il était marié à Jane Thomas et il eut un enfant, William.